# 139 Juewa
Juewa (asteroide 139) é um asteroide da cintura principal com um diâmetro de 156,6 quilómetros, a 2,30363653 UA. Possui uma excentricidade de 0,17235682 e um período orbital de 1 696,08 dias (4,65 anos).
Juewa tem uma velocidade orbital média de 17,85284102 km/s e uma inclinação de 10,90363048º.
Este asteroide foi descoberto em 10 de Outubro de 1874 por James C. Watson.